# Axel Brummer
Axel Brummer (* 25. November 1961 in Mainz) ist ein ehemaliger deutscher Fußballspieler.
Der im rheinhessischen Partenheim aufgewachsene Brummer begann das Fußballspielen bei der SG Partenheim, wechselte später zur Jugend des 1. FSV Mainz 05 und danach zum 1. FC  Kaiserslautern. Dort debütierte er bereits als 17-Jähriger am 23. November 1979 im Profifußball beim 3:1-Heimsieg des FCK gegen Werder Bremen. In fünf Bundesligaspielzeiten beim FCK kam Brummer auf 73 Einsätze (davon 34 Einwechslungen) und 7 Tore.
1981 wurde Brummer mit der deutschen U-20 Junioren-Weltmeister.
Nach seiner Bundesligazeit wechselte er 1984 in die 2. Liga zu Kickers Offenbach, für die er bis 1991 spielte. Danach war er beim Oberligisten SV Wehen aktiv, bei RWO Alzey spielte er von 1993 bis 1997, mit denen er zum Abschluss seiner semiprofessionellen Karriere in die Oberliga aufstieg. Ab Sommer 1997 kam er dann wieder zu seinem Heimatverein SG Partenheim, bei dem er bis 2003 Spielertrainer war.
Insgesamt kam Axel Brummer auf 73 Einsätze in der Bundesliga und 66 Spiele in der 2. Liga.
Bis 2011 war Axel Brummer als Trainer beim FSV Saulheim in der Bezirksliga Rheinhessen tätig. Von Juni 2013 bis zu seinem Rücktritt Anfang 2014 war er Trainer beim TuS 1848 e.V. Biebelnheim.